# Паттерсон, Джон
Джон Тиффин Паттерсон (англ. John Tiffin Patterson; 4 апреля 1940 — 7 февраля 2005) — режиссёр кино и телевидения. Он известен как режиссёр тринадцати эпизодов сериала «Клан Сопрано», включая финальные серии первых пяти сезонов. Паттерсон родился в Куперстауне, Нью-Йорке.
Джон Паттерсон присоединился к ВВС США после нескольких семестров в Колледже Уильямса и улетел в стратегическое командование ВВС США. Он возобновил учёбу в колледже пока он был резервистом и окончил Университет штата Нью-Йорк в Буффало. Затем он получил степень магистра в Стэнфордском университете в 1970, когда он был одноклассником шоураннера «Клана Сопрано» Дэвида Чейза.
Он был номинирован на премию «Эмми» в 2002 году и в 2003 году за свою работу над «Кланом Сопрано» и выиграл премию Гильдии режиссёров Америки за это шоу в 2002 году. В качестве режиссёра, он снимал сериалы на многих телестудиях, включая HBO и CBS. Он снял эпизоды сериалов «Клан Сопрано», «Провиденс», «Практика», «Карнавал», «Клиент всегда мёртв», «C.S.I.: Место преступления», «Частный детектив Магнум», «Блюз Хилл-стрит», «Защитник» и пилотный эпизод сериала «Закон и порядок». Он также снял телефильмы, включая «Смертельная тишина» (1989) и «Соблазнённые безумием» (1996).
Он был женат на Кейси Келли, но позже они развелись; у них 2 детей. Паттерсон умер в Лос-Анджелесе, Калифорнии от рака предстательной железы в возрасте 64 лет.
77 эпизод «Клана Сопрано», названный «Каиша», посвящён его памяти.

## Избранная фильмография
- Клан Сопрано / The Sopranos (1999) 13 эпизодов:
  - эпизод 1.04 «Медоулендс»[1]
  - эпизод 1.13 «Я мечтаю о Джинни Кусамано»[2]
  - эпизод 2.06 «Беззаботный странник»[3]
  - эпизод 2.10 «Разорение»[4]
  - эпизод 2.13 «Весёлый дом»[5]
  - эпизод 3.04 «Работник месяца»[6]
  - эпизод 3.13 «Армия из одного»[7]
  - эпизод 4.02 «Без показа»[8]
  - эпизод 4.07 «Слишком много смотришь телевизор»[9]
  - эпизод 4.13 «Белые кепки»[10]
  - эпизод 5.03 «Где Джонни?»[11]
  - эпизод 5.08 «Марко Поло»[12]
  - эпизод 5.13 «При всём уважении»[13]
- Клиент всегда мёртв / Six Feet Under (2001):
  - эпизод 1.03 «Нога»[14]
- Провиденс / Providence (1999):
  - «Вечеринка на Дне рождения»
  - «Медовый месяц окончен»
  - «Убегай, Сидни»
  - «Святой Сид»
- Грехи матери / Sins of the Mother (1991, телефильм) с Элизабет Монтгомери, Дейлом Мидкиффом и Хэзер Фэйрфилд.